# Thoury-Férottes
Thoury-Férottes is een gemeente in het Franse departement Seine-et-Marne (regio Île-de-France) en telt 594 inwoners (2005). De plaats maakt deel uit van het arrondissement Fontainebleau.

## Geografie
De oppervlakte van Thoury-Férottes bedraagt 16,6 km², de bevolkingsdichtheid is 35,8 inwoners per km².
De onderstaande kaart toont de ligging van Thoury-Férottes met de belangrijkste infrastructuur en aangrenzende gemeenten.

## Demografie
Onderstaande figuur toont het verloop van het inwonertal (bron: INSEE-tellingen).